# 손노리
손노리(Sonnori)는 대한민국의 컴퓨터/비디오 게임 개발 전문 회사이다. 1992년 7월에 손노리 개발팀을 결성했으며, 최초로 대중적으로 성공한 롤플레잉 게임인 《어스토니시아 스토리》의 성공을 발판으로 인기를 얻었다. 1998년 2월에는 법인으로 전환했다. 2001년 11월에 로커스 홀딩스(이후 플레너스 엔터네인먼트로 사명 변경)에 합병되어 손노리 게임사업본부가 되었다. 손노리 게임사업본부는 2003년 12월에 손노리와 엔트리브 소프트로 나뉘어 각각 플레너스로부터 분사했다. 2006년 9월에는 손노리 포터블팀이 분사하여 아이언노스(Ironnos)를 설립하고 온라인 게임과 모바일 게임 개발에 주력하였다. 2011년 6월에 넷마블에 인수되며 손노리라는 이름이 소멸하였다가 이후 2014년 7월에 이원술 대표가 넷마블을 퇴사하며 세웠던 로이게임즈가 2017년 7월 손노리로 사명을 변경하며 다시 부활하게 되었다.

## 개발한 게임 목록
- 어스토니시아 스토리 - 1994년 7월 (PC용)
- 다크사이드 스토리 - 1995년 8월 (PC용)
- 포가튼 사가 - 1997년 11월 (PC용)
- 강철제국 - 1999년 7월 (PC용)
- 악튜러스 - 2000년 12월 (PC용
- 화이트데이: 학교라는 이름의 미궁 - (PC용) 2001년 9월/ 오!재미 (PC용/Lan, 인터넷 연결) 현 지원종료 2002년 5월
- 어스토니시아 스토리 R - 2002년 1월 (GP32용)
- 어스토니시아 스토리 R - 2002년 5월 (PC용)
- 몬스터 꾸루꾸루 - 2002년 12월 (PC 온라인 게임)
- 카툰 레이서 - 2002년 12월 (PC 온라인 게임)
- 모바일 어스토니시아 스토리 - 2004년 4월
- 모바일 카툰 레이서 - 2004년 6월
- 다크사이드 스토리 R - 2005년 4월 (GPANG용)
- 어스토니시아 스토리 R - 2005년 8월 (PSP용)
- 스타이리아(PC 온라인 게임 포털 사이트): 러브포티(PC 온라인 게임), 전파소년단(PC 온라인 게임) - 2006년 7월
- 어스토니시아 스토리 2 - 2006년 10월 (GXG용)
- 어스토니시아 스토리 2 - 2008년 10월 (PSP용)
- 화이트데이: 학교라는 이름의 미궁 (2015년 비디오 게임) - 2015년 11월 (모바일)/ 2017년 8월 (PC & PS4 용)
- 화이트데이: 담력시험 - 2018년 3월 (VR 테마파크 전용 게임)

## 같이 보기
- 엔트리브소프트
- 아이언노스
- 넷마블